# Хоисешти (Јаши)
Хоисешти (рум. Hoisești) насеље је у Румунији у округу Јаши у општини Думешти. Oпштина се налази на надморској висини од 66 m.

## Становништво
Према подацима из 2002. године у насељу је живело 858 становника, од којих су сви румунске националности.